# Episodi di Station 19 (settima stagione)
La settima e ultima stagione della serie televisiva Station 19, è composta da 10 episodi. Negli Stati Uniti sono stati trasmessi dal 15 marzo al 31 maggio 2024.
In Italia la serie è stata distribuita su Disney+ dal 9 maggio al 18 luglio 2024.
In chiaro viene trasmessa su Canale 5 dal 20 settembre 2024 in seconda serata. 
| nº | Titolo originale                       | Titolo italiano                          | Prima TV USA   | Prima TV Italia |
| -- | -------------------------------------- | ---------------------------------------- | -------------- | --------------- |
| 1  | This Woman’s Work                      | Il lavoro di questa donna                | 15 marzo 2024  | 9 maggio 2024   |
| 2  | Good Grief                             | Santo cielo                              | 22 marzo 2024  | 16 maggio 2024  |
| 3  | True Colors                            | Colori veri                              | 29 marzo 2024  | 23 maggio 2024  |
| 4  | Trouble Man                            | Uomo problematico                        | 5 aprile 2024  | 30 maggio 2024  |
| 5  | My Way                                 | A modo mio                               | 12 aprile 2024 | 6 giugno 2024   |
| 6  | With So Little to Be Sure of           | Con così poche cose di cui essere sicuri | 3 maggio 2024  | 20 giugno 2024  |
| 7  | Give It All                            | Dai tutto                                | 10 maggio 2024 | 27 giugno 2024  |
| 8  | Ushers of the New World                | Custodi del nuovo mondo                  | 17 maggio 2024 | 4 luglio 2024   |
| 9  | How Am I Supposed to Live Without You? | Come posso vivere senza di te?           | 24 maggio 2024 | 11 luglio 2024  |
| 10 | One Last Time                          | Un'ultima volta                          | 31 maggio 2024 | 18 luglio 2024  |